# The Young and the Restless
The Young and the Restless eller Makt och begär som serien under en period hette på svenska, är en amerikansk såpopera, som sänds på CBS och visades för första gången den 26 mars 1973. Serien skapades av William J. Bell och Lee Phillip Bell som skapade den fiktiva staden Genoa City, Wisconsin där hela serien utspelar sig. När serien debuterade på amerikansk television kretsade handlingen ursprungligen kring två familjer bosatta i staden Genoa City, den rika familjen Brooks och den fattiga familjen Foster.
Svenska TV4 har under flera perioder visat serien för svenska tittare under namnet Makt och Begär men efter flera ändringar av sändningstiden försvann serien från tablåerna. Under 2009 gjorde General Hospital comeback på TV4 Plus vilket gjorde att många fans nu hoppades på att även Makt och begär skulle göra comeback i TV4 Plus, vilket den inte gjorde. Även General Hospital försvann från tablåerna efter flera tidsändringar. 
Skaparna bakom The Young and the Restless, William J. Bell och Lee Phillip Bell, skapade 1987 TV-serien Glamour där en del av karaktärerna från The Young and the Restless har figurerat.